# Paederus limnophilus
Paederus limnophilus är en skalbaggsart som beskrevs av Wilhelm Ferdinand Erichson 1840. Paederus limnophilus ingår i släktet Paederus, och familjen kortvingar. Arten har ej påträffats i Sverige.